# أبثوغني
أبثوغني هي مدينة قديمة في شمال إفريقيا الرومانية في الوقت الحاضر تسمى سورة (Henchir-es-Souar) وتقع في تونس. كانت في العصر الروماني في مقاطعة أفريكا -أو إفريقيا حاليًا. في العصور القديمة المتأخرة، كانت أبثوجني مقرًا لأسقف أيضًا، وكانت الأبرشية هي الكنيسة الرومانية الكاثوليكية حتى يومنا هذا.

## موقع
كانت المدينة تقع في (Henchir-es-Souar) في بلد التل جنوب يوثيكا 25 كيلومتر (16 ميل) من زغوان على ارتفاع 200 قدم (61 م) فوق مستوى سطح البحر، كانت سجران قرطاج. وفقًا لفرشيو فقد أُعيد تسمية المكان باسم أبتوغنوس.

## تاريخ
من المحتمل أن تكون المدينة قد تأسست في القرن الثالث قبل الميلاد، وأُعترف بها بحلول عام 30 قبل الميلاد.
عُثر على العديد من النقوش التي توثق تاريخ أبثوغني.
مسح القنصل الروماني جايوس روتيليوس جاليكوس [الإنجليزية] محيط أبثوغني في عهد فسبازيان. جعل هادريان من أبثوغني مدينة من مدن البلدية.
أثناء اضطهاد دقلديانوس، يقال إن المجتمع المسيحي في المدينة التقى بالقرب من مقبرة خارج منطقة المدينة، لتجنب المساءلة القضائية من مسؤولي المدينة. في القرن الرابع في عهد الإمبراطور فالنس رُممت بعض المباني العامة.
كانت المدينة قلعة بيزنطية في أواخر العصور القديمة.

## علم الآثار
وِجد عدد قليل من أنقاض المدينة، بما في ذلك العديد من المعابد والحمامات والمقابر. أُجريت التحقيقات الأولى في مبنى الكابيتوليوم في أبثوغنوس بواسطة جاكلر وكاجنات في نهاية القرن التاسع عشر. يسرد إرنست بابلون [الإنجليزية] العديد من المباني المحفوظة، بما في ذلك معبدين وسور المدينة البيزنطية وحوض مستطيل وضريح. قاد نايدي فرشيو العمل الأخير، حيث حُفرت منطقة المنتدى بالكامل ومبنى الكابيتوليوم.
تشمل الآثار الكبيرة في السياج البيزنطي معبدين، بما في ذلك مبنى الكابيتول وبركة مستطيلة يمكن الوصول إليها بثلاث عشرة درجة. يوجد أيضًا ضريح والعديد من الآثار المدمرة.

## أسقفية
أتُخذت المدينة مقر أسقفية قديمة. من بين الأساقفة المعروفين* فيليكس من أبتونجا [الإنجليزية]، أحد الأساقفة الثلاثة الذين كرسوا كايكليانوس [الإنجليزية]، مما أدى إلى إثارة الجدل الدوناتي. نادى الدوناتيون الأوائل في سيرتا ببطلان تكريسه.
توقفت الأبرشية عن العمل بفعالية في أواخر القرن السابع مع ظهور الجيوش الإسلامية. ومع ذلك أعيد تأسيس الأبرشية بالاسم عام 1933.
الأسقف الحالي هو أديليو باسكوالوتو [الإنجليزية] الذي حل محل بول هنري والشين في ديسمبر 2014.

### اقتباسات
1. ↑  C. Lepelley, Les cités de l'Afrique romaine au Bas-Empire, 2, 1981, 265–277.
2. ↑  Marcel Le Glay : Abthugni In:. The Kleine Pauly (KIP). Volume 1, Stuttgart, 1964, vol.
3. ↑  Ferchiou 1993–95, pp197-202.[استشهاد منقوص البيانات]
4. ↑  L'Année épigraphique (1991) 1641–1644, 1655.
5. ↑  مدونة النقوش اللاتينية 8, 928–935, 11210, 23084-23094
6. ↑  Inscriptions latines d'Afrique (Tripolitaine, Tunisie, Maroc). Paris, 1923, pp72-76.
7. ↑  Corpus Inscriptionum Latinarum 8, 23084.
8. ↑  Corpus Inscriptionum Latinarum 8, 23085.
9. ↑  Burns، J. Patout؛ Jensen، Robin M. (2014). Christianity in Roman Africa: The Development of Its Practices and Beliefs'. Wm. B. Eerdmans Publishing. ص. 40.
10. ↑  L'Année épigraphique(1995), 1655.
11. ↑  8007161: Abthugnos (Abthugni) . نسخة محفوظة 2021-06-03 على موقع واي باك مشين.
12. ↑  Babelon، Ernest (1893). Archaeological Atlas of Tunisia:. Special edition of the topographical maps published by the Ministry of War Accompanied by an explanatory text. E. Leroux.
13. ↑  Roman hydraulic installations in Tunisia, III, p.172. [استشهاد منقوص البيانات]
14. ↑  Carte de l'Atlas archéolgique de la Tunisie: Feuille 42 , footnote 52. نسخة محفوظة 2021-06-03 على موقع واي باك مشين.
15. ↑  See also Barrington Atlas, 2000, pl. 32 E4
16. ↑  Louis Bertrand, Saint Augustin: Top Biography Collections (The Valley Club, 2015). نسخة محفوظة 2023-07-29 على موقع واي باك مشين.
17. ↑  Serge Lancel, Saint Augustine (Hymns Ancient and Modern Ltd, 2002)[v p166].
18. ↑  Bonner Gerald, God's Decree and Man's Destiny: Studies in the Thought of Augustine of Hippo. Church History Volume 57, Issue 4 December 1988, pp. 524–525. نسخة محفوظة 2021-06-03 على موقع واي باك مشين.
19. ↑  Titular Episcopal See of Abthugni نسخة محفوظة 2021-06-03 على موقع واي باك مشين.
20. ↑  Le Petit Episcopologe, Issue 222, Number 18,381
21. ↑  Abthugni at catholic-hierarchy.org. نسخة محفوظة 2022-10-14 على موقع واي باك مشين.

### فهرس
Huss، Werner (1985)، Geschichte der Karthager، Munich: C.H. Beck، ISBN:9783406306549، مؤرشف من الأصل في 2023-03-06. باللغة الألمانية